# فروده یونسن
فروده یونسن (۱۷ مارس ۱۹۷۴) یک بازیکن فوتبال اهل نروژ است. وی در تیم ملی فوتبال نروژ بازی کرده‌است.